# ホセ・フロイラン・ゴンザレス
ホセ・フロイラン・ゴンザレス（Jose Froilan Gonzalez, 1922年10月5日 - 2013年6月15日）は、アルゼンチンの元レーシングドライバー。1954年のル・マン24時間レース覇者。

## 特色
F1においては、草創期における「名脇役」の1人とされ、太った体格と豪快な走りから、「大草原の猛牛」を意味する「パンパス･ブル」（The Pampas Bull ）の異名を取った。2008年の時点でF1最多優勝記録を持つフェラーリに、初勝利をもたらしたドライバーでもある。
スポーツカー・レースにも出場しており、1954年のル・マン24時間レースにおいてモーリス・トランティニアンとのコンビでフェラーリ375を駆り、優勝した。

## 経歴
元々は、アルゼンチン国内でレース活動を行っていた。1950年、開催初年度となるF1世界選手権において、第2戦モナコGP・第6戦フランスGPの2戦にプライベーターのマセラティから参戦。どちらもリタイヤだったが、初参加となったモナコGPでは予選で3位の成績を残している。
1951年開幕戦のスイスグランプリにおいては、プライベーターのタルボから参戦。予選13位からリタイヤに終わった。

### 第1期フェラーリ時代
1951年シーズン中盤、ピエロ・タルッフィ負傷に伴い、代役として第4戦フランスグランプリにフェラーリから出場。このレースで2位に入り、初の表彰台を獲得した。この走りに対し、フェラーリは続く第5戦イギリスグランプリでもゴンザレスを起用することとなった。
与えられたマシンは前年型だったものの、ゴンザレスは迎えたイギリスグランプリの予選でポールポジションを獲得。決勝でも、ファン・マヌエル・ファンジオとの争いを制し、 ポールトゥーウィンで初優勝を飾った。この勝利は、フェラーリのF1初優勝としても記録されることとなる。
その後、残る3戦もフェラーリから出走。2勝目はならなかったものの、3レース全てで表彰台に上がり、ランキング3位となった。

### マセラティ時代
1952年はチームの選択に翻弄され、最終戦イタリアグランプリのみの出走となった。マセラティから参戦したこのレースでは、予選5位からレース前半をリードし、初となるFLも記録。しかし、ピットインの間にアルベルト・アスカリに先行され、2位に終わっている。
1953年はマセラティから本格参戦したが、No.1ドライバーであるファンジオの陰に隠れる形となり、第5戦フランスGPでは「燃料を半分だけ積んでハイスピードで飛ばし、フェラーリの撹乱を誘う」という役割も担わされている。出走した5戦中、3位3回・4位1回・FL2回の成績が残っていたが、3戦を残してチームから離脱した。ランキングは6位。

### 第2期フェラーリ時代
1954年は、フェラーリに舞い戻り参戦。復帰初戦となる開幕戦アルゼンチングランプリでは、地元で予選2位からファステストラップを記録し、3位表彰台を獲得している。第5戦イギリスグランプリでは、予選2位から優勝。3年前に初勝利の舞台となったシルバーストン・サーキットにおいて、自身2勝目を挙げた。
しかし第6戦ドイツグランプリにおいては、予選中に同胞のオノフレ・マリモンが事故死。決勝ではショックから集中力を切らし、 マイク・ホーソーンにマシンを譲りレースを終える一幕もあった（結果的には2位）。しかし、続く第7戦スイスグランプリではポールポジションを獲得（決勝は、ハンス・ヘルマンとのシェアドライブで2位）。この年は、最終的にランキング3位となった。
1955年は、地元である開幕戦アルゼンチングランプリのみの出走となる。予選で自身3度目のポールポジションを獲得したが、酷暑の中で体力を消耗し交代。最終的には、トランティニアン、ジュゼッペ・ファリーナとの3者でのシェアドライブながら、2位となっている。

### 1956年以後
1956年以降は本格的なF1参戦はなく、地元であるアルゼンチングランプリを中心とした、散発的な出走のみに留まることとなる。
1956年は、開幕戦アルゼンチングランプリにマセラティ、第6戦イギリスグランプリにヴァンウォールから出走したが、どちらもリタイヤ。1957年は、フェラーリから開幕戦アルゼンチングランプリのみに出走し、5位の成績を残した。
その後、1958年・1959年には1戦も出走しなかったが、1960年は開幕戦のアルゼンチングランプリのみフェラーリから参戦。しかし予選11位・決勝10位という成績に終わり、これがF1最後のレースとなった。

## 引退後

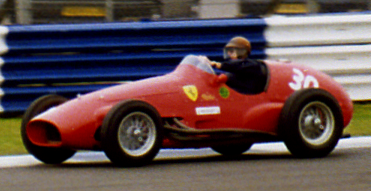
フェラーリ・500F2を駆るゴンザレス。
（※：写真は2000年に開催されたコイズ・インターナショル・ヒストリック・フェスティバル）

引退後は静かな余生を送っていたが、一時期病気を患った影響で、体格はスリムに変貌している。
草創期におけるF1ドライバーの多くが鬼籍に入る中、80歳を超えなお健在であったが2013年6月15日永眠。90歳没。

## エピソード
- 初優勝した1951年イギリスグランプリでは、リタイヤしていたNo.1ドライバーのアルベルト・アスカリにマシンを譲るためトップ走行中にピットインした。しかしアスカリは、ゴンザレスに「今日はお前の日だ。」と語り、そのまま走るよう促し身を引いたという。

## レース戦績

### F1
| 年     | 所属チーム                            | シャシー | 1       | 2       | 3       | 4       | 5     | 6       | 7     | 8       | 9   | 10  | WDC       | ポイント         |
| ------ | ------------------------------------- | -------- | ------- | ------- | ------- | ------- | ----- | ------- | ----- | ------- | --- | --- | --------- | ---------------- |
| 1950年 | マセラティ/アキッレ・バルツィ         | 4CLT/48  | GBR     | MON Ret | 500     | SUI     | BEL   | FRA Ret | ITA   |         |     |     | NC (56位) | 0                |
| 1951年 | タルボ・ラーゴ/フロイラン・ゴンザレス | T26C-GS  | SUI Ret | 500     |         |         |       |         |       |         |     |     | 3位       | 24 (27)          |
| 1951年 | マセラティ/エンリコ・プラーテ         | 4CLT/48  |         |         | BEL DNA |         |       |         |       |         |     |     | 3位       | 24 (27)          |
| 1951年 | フェラーリ                            | 375      |         |         |         | FRA 2*  | GBR 1 | GER 3   | ITA 2 | ESP 2   |     |     | 3位       | 24 (27)          |
| 1952年 | マセラティ                            | A6GCM    | SUI     | 500     | BEL     | FRA     | GBR   | GER     | NED   | ITA 2** |     |     | 9位       | 6 1⁄2            |
| 1953年 | マセラティ                            | A6GCM    | ARG 3   | 500     | NED 3*  | BEL Ret | FRA 3 | GBR 4** | GER   | SUI     | ITA |     | 6位       | 13 1⁄2 (14 1⁄2)  |
| 1954年 | フェラーリ                            | 625      | ARG 3   | 500     | BEL 4*  |         | GBR 1 | GER 2*  | SUI 2 | ITA 3*  | ESP |     | 2位       | 25 1⁄7 (26 9⁄14) |
| 1954年 | フェラーリ                            | 553      |         |         |         | FRA Ret |       |         |       |         |     |     | 2位       | 25 1⁄7 (26 9⁄14) |
| 1955年 | フェラーリ                            | 625      | ARG 2*  | MON     | 500     | BEL     | NED   | GBR     | ITA   |         |     |     | 17位      | 2                |
| 1956年 | マセラティ                            | 250F     | ARG Ret | MON     | 500     | BEL     | FRA   |         |       |         |     |     | NC (55位) | 0                |
| 1956年 | ヴァンダーヴェル                      | VW 2     |         |         |         |         |       | GBR Ret | GER   | ITA     |     |     | NC (55位) | 0                |
| 1958年 | フェラーリ                            | D50      | ARG 5*  | MON     | 500     | FRA     | GBR   | GER     | PES   | ITA     |     |     | 21位      | 1                |
| 1960年 | フェラーリ                            | 246      | ARG 10  | MON     | 500     | NED     | BEL   | FRA     | GBR   | POR     | ITA | USA | NC (45位) | 0                |

- 太字はポールポジション、斜字はファステストラップ。(key)
- * : 同じ車両を使用したドライバーに順位とポイントが配分された。
- ** : 同タイムでファステストラップを出した選手がいたため、1ポイントを半分ずつ分け合った。

### ル・マン24時間レース
| 年     | チーム                     | コ・ドライバー               | 車両                       | クラス | 周回数 | 総合順位 | クラス順位 |
| ------ | -------------------------- | ---------------------------- | -------------------------- | ------ | ------ | -------- | ---------- |
| 1950年 | オートモビル・ゴルディーニ | ファン・マヌエル・ファンジオ | ゴルディーニ・T15S         | S 3.0  | 95     | DNF      | DNF        |
| 1951年 | アンリ・ルーボー           | オノフレ・マリモン           | タルボット-ラゴ・T26 GS    | S 5.0  | 128    | DNF      | DNF        |
| 1953年 | スクーデリア・ランチア     | クレメンテ・ビオンデッティ   | ランチア・D20 コンプレッサ | S 8.0  | 213    | DNF      | DNF        |
| 1954年 | スクーデリア・フェラーリ   | モーリス・トランティニアン   | フェラーリ・375 プラス     | S 5.0  | 302    | 1位      | 1位        |